# British and Irish Cup 2013-14
La British and Irish Cup 2013-14 fue la quinta edición del torneo de rugby para equipos de Escocia, Gales, Inglaterra e Irlanda.

## Sistema de disputa
Cada equipo disputó seis partidos frente a sus rivales de grupo, tres en condición de local y tres de visita, posteriormente los seis equipos ganadores de grupo más los dos mejores segundos clasificaron a los cuartos de final.

## Desarrollo
|  | Cuartos de final. |

### Grupo 1
| Pos. | Equipo              | Encuentros | Encuentros | Encuentros | Encuentros | Tantos | Tantos | Tantos | PB | PB | Puntos |
| Pos. | Equipo              | PJ         | PG         | PE         | PP         | F      | C      | Dif    | BO | BD | Puntos |
| ---- | ------------------- | ---------- | ---------- | ---------- | ---------- | ------ | ------ | ------ | -- | -- | ------ |
| 1.º  | Leinster A          | 6          | 6          | 0          | 0          | 171    | 70     | 101    | 3  | 0  | 27     |
| 2.º  | Cross Keys RFC      | 6          | 3          | 0          | 3          | 105    | 133    | -28    | 2  | 0  | 14     |
| 3.º  | Moseley RFC         | 6          | 2          | 0          | 4          | 128    | 115    | 13     | 1  | 3  | 12     |
| 4.º  | Ealing Trailfinders | 6          | 1          | 0          | 5          | 77     | 163    | -86    | 0  | 1  | 5      |

### Grupo 2
| Pos. | Equipo                  | Encuentros | Encuentros | Encuentros | Encuentros | Tantos | Tantos | Tantos | PB | PB | Puntos |
| Pos. | Equipo                  | PJ         | PG         | PE         | PP         | F      | C      | Dif    | BO | BD | Puntos |
| ---- | ----------------------- | ---------- | ---------- | ---------- | ---------- | ------ | ------ | ------ | -- | -- | ------ |
| 1.º  | Pontypridd RFC          | 6          | 4          | 0          | 2          | 196    | 107    | 89     | 3  | 2  | 21     |
| 2.º  | London Scottish         | 6          | 4          | 0          | 2          | 183    | 120    | 63     | 3  | 2  | 21     |
| 3.º  | London Welsh            | 6          | 4          | 0          | 2          | 201    | 119    | 82     | 2  | 2  | 20     |
| 4.º  | Edinburgh Academical FC | 6          | 0          | 0          | 6          | 55     | 289    | -234   | 0  | 0  | 0      |

### Grupo 3
| Pos. | Equipo           | Encuentros | Encuentros | Encuentros | Encuentros | Tantos | Tantos | Tantos | PB | PB | Puntos |
| Pos. | Equipo           | PJ         | PG         | PE         | PP         | F      | C      | Dif    | BO | BD | Puntos |
| ---- | ---------------- | ---------- | ---------- | ---------- | ---------- | ------ | ------ | ------ | -- | -- | ------ |
| 1.º  | Rotherham Titans | 6          | 5          | 0          | 1          | 168    | 96     | 72     | 2  | 1  | 23     |
| 2.º  | Llanelli RFC     | 6          | 2          | 0          | 4          | 185    | 110    | 75     | 2  | 4  | 14     |
| 3.º  | Bedford Blues    | 6          | 2          | 0          | 4          | 137    | 141    | -4     | 3  | 1  | 12     |
| 4.º  | Connacht Eagles  | 6          | 3          | 0          | 3          | 85     | 228    | -143   | 0  | 0  | 12     |

### Grupo 4
| Pos. | Equipo              | Encuentros | Encuentros | Encuentros | Encuentros | Tantos | Tantos | Tantos | PB | PB | Puntos |
| Pos. | Equipo              | PJ         | PG         | PE         | PP         | F      | C      | Dif    | BO | BD | Puntos |
| ---- | ------------------- | ---------- | ---------- | ---------- | ---------- | ------ | ------ | ------ | -- | -- | ------ |
| 1.º  | Plymouth Albion RFC | 6          | 5          | 0          | 1          | 165    | 77     | 88     | 3  | 0  | 23     |
| 2.º  | Munster A           | 6          | 5          | 0          | 1          | 147    | 70     | 77     | 3  | 0  | 23     |
| 3.º  | Nottingham RFC      | 6          | 2          | 0          | 4          | 137    | 130    | 7      | 1  | 1  | 10     |
| 4.º  | Stirling County RFC | 6          | 0          | 0          | 6          | 49     | 221    | -172   | 0  | 0  | 0      |

### Grupo 5
| Pos. | Equipo        | Encuentros | Encuentros | Encuentros | Encuentros | Tantos | Tantos | Tantos | PB | PB | Puntos |
| Pos. | Equipo        | PJ         | PG         | PE         | PP         | F      | C      | Dif    | BO | BD | Puntos |
| ---- | ------------- | ---------- | ---------- | ---------- | ---------- | ------ | ------ | ------ | -- | -- | ------ |
| 1.º  | Leeds Tykes   | 6          | 5          | 0          | 1          | 269    | 77     | 192    | 4  | 1  | 25     |
| 2.º  | Bristol Bears | 6          | 5          | 0          | 1          | 261    | 62     | 199    | 3  | 1  | 24     |
| 3.º  | Aberavon RFC  | 6          | 2          | 0          | 4          | 72     | 281    | -209   | 0  | 0  | 8      |
| 4.º  | Gala RFC      | 6          | 0          | 0          | 6          | 54     | 236    | -182   | 0  | 1  | 1      |

### Grupo 6
| Pos. | Equipo          | Encuentros | Encuentros | Encuentros | Encuentros | Tantos | Tantos | Tantos | PB | PB | Puntos |
| Pos. | Equipo          | PJ         | PG         | PE         | PP         | F      | C      | Dif    | BO | BD | Puntos |
| ---- | --------------- | ---------- | ---------- | ---------- | ---------- | ------ | ------ | ------ | -- | -- | ------ |
| 1.º  | Cornish Pirates | 6          | 5          | 0          | 1          | 193    | 95     | 98     | 4  | 1  | 25     |
| 2.º  | Ulster Ravens   | 6          | 3          | 0          | 3          | 147    | 175    | -28    | 1  | 0  | 13     |
| 3.º  | Jersey Reds     | 6          | 2          | 0          | 4          | 117    | 128    | -11    | 2  | 2  | 12     |
| 4.º  | Ayr RFC         | 6          | 2          | 0          | 4          | 123    | 182    | -59    | 1  | 1  | 10     |

### Cuartos de final
| 4 de abril de 2014 | Leinster A | 47 - 15 | Munster A |  |  |

| 4 de abril de 2014 | Bristol Bears | 39 - 24 | Rotherham Titans |  |  |

| 4 de abril de 2014 | Leeds Carnegie | 41 - 21 | Plymouth Albion |  |  |

| 5 de abril de 2014 | Cornish Pirates | 14 - 16 | Pontypridd RFC |  |  |

### Semifinales
| 26 de abril de 2014                                | Pontypridd RFC | 22 - 22 | Leinster A |  |  |
| Leinster avanza por la cantidad de tries anotados. |                |         |            |  |  |

| 4 de mayo de 2014 | Bristol Bears | 25 - 30 | Leeds Carnegie |  |  |

### Final
| 23 de mayo de 2014 | Leinster A | 44 - 17 | Leeds Carnegie |  |  |

| Bandera de Irlanda |
| Campeón Leinster A |
| Segundo título     |